# 德行西路
德行西路，為臺灣臺北市士林區一條東西向道路。原稱中十一街，為日治時期已有之道路，於1978年6月拓寬，1982年8月5日改為今名。西起磺溪畔的文林路，東至中山北路六段與德行東路相連，為臺北市天母蘭雅地區、捷運芝山站周邊的主要道路。芝山站西側以住宅區為主；東側則有多家商業銀行、家樂福天母店、遠東SOGO百貨天母店等諸多設施，為市場、公園、工商業區。

## 里界
德行西路為臺北市士林區蘭雅次分區之東西向主要道路，常被當作地理區劃的分界線。過去為傳統地域湳雅（蘭雅）中，小地名湳雅和竹巷仔（後以闽南语：諧音雅化為德行）的交界處，今日仍作為當地里行政區的分界線使用。
| 北       | 蘭興里 | 蘭興里 | 北 |
| 德行西路 |        |        |    |
| 南       | 德華里 | 德行里 | 南 |

## 沿途地標及設施

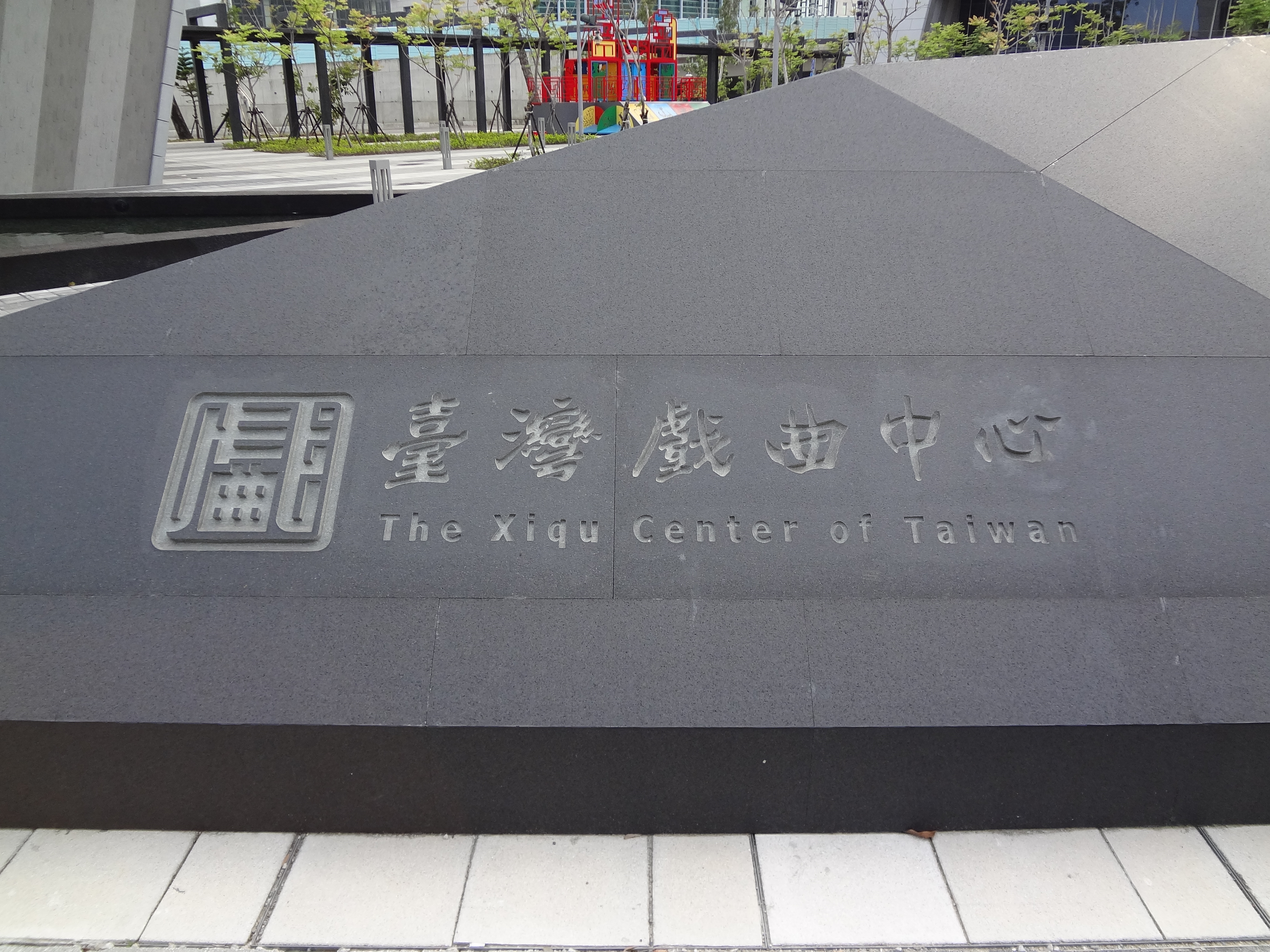
臺灣戲曲中心石碑
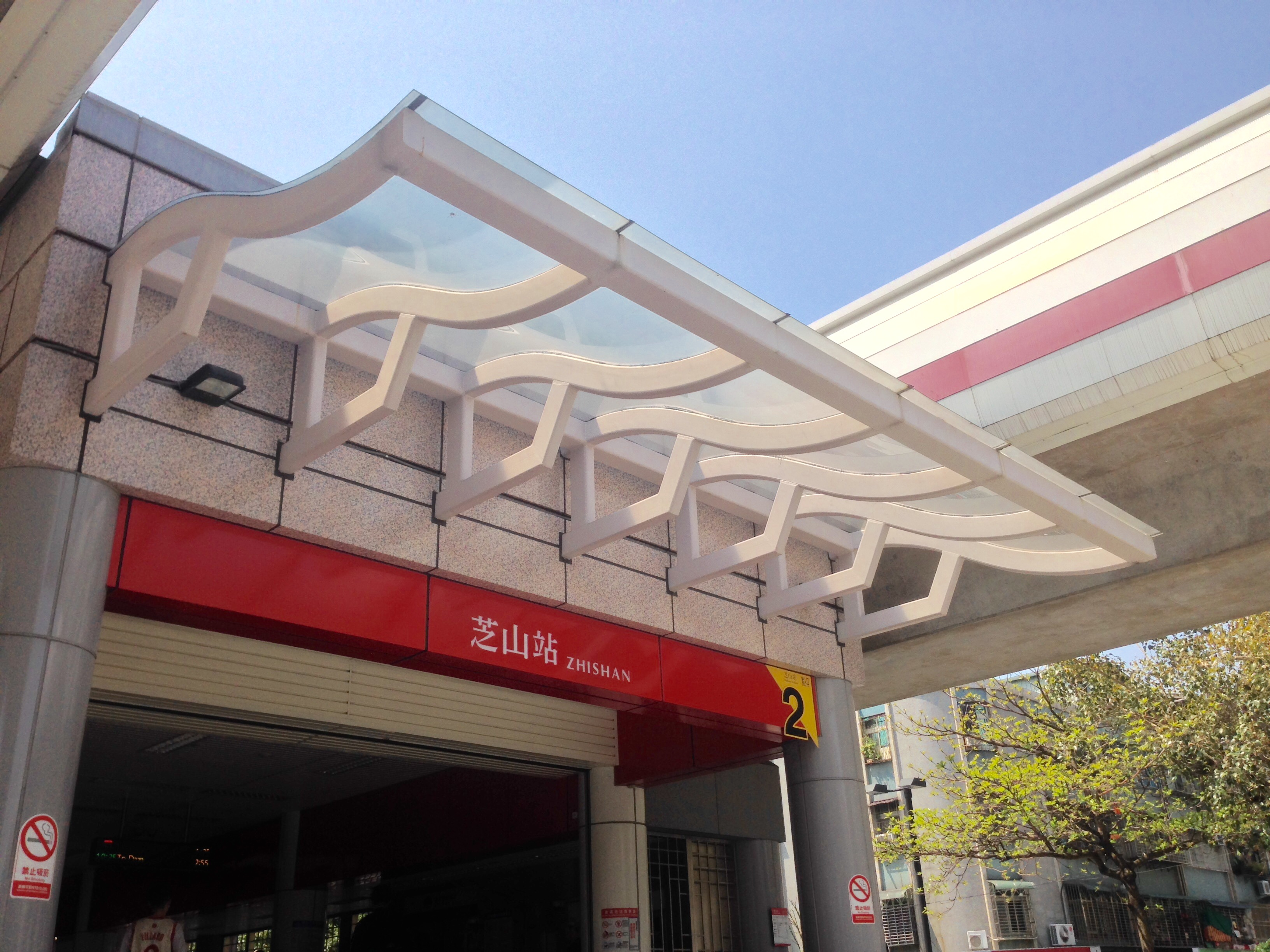
捷運芝山站
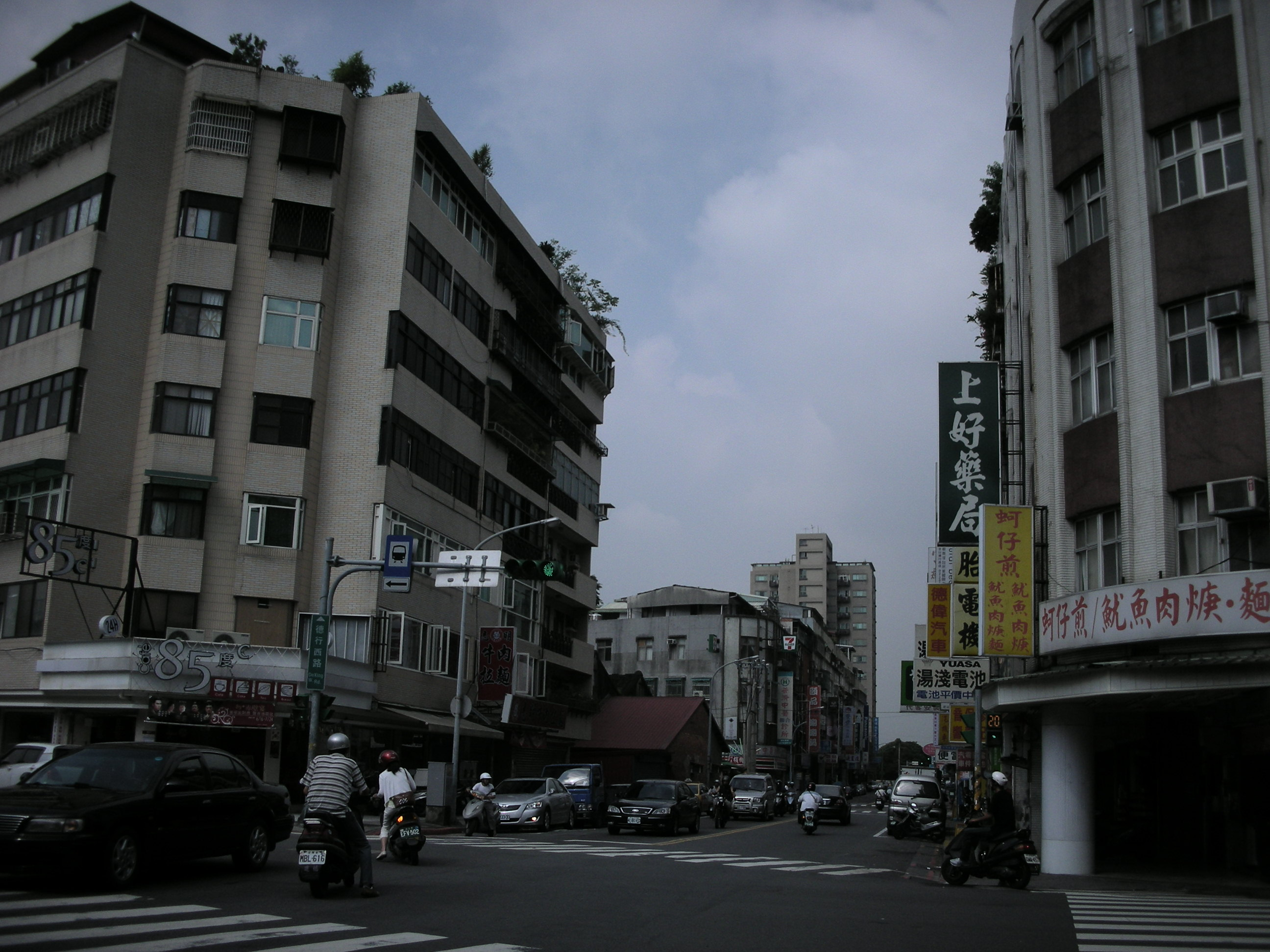
德行西路與福華路口
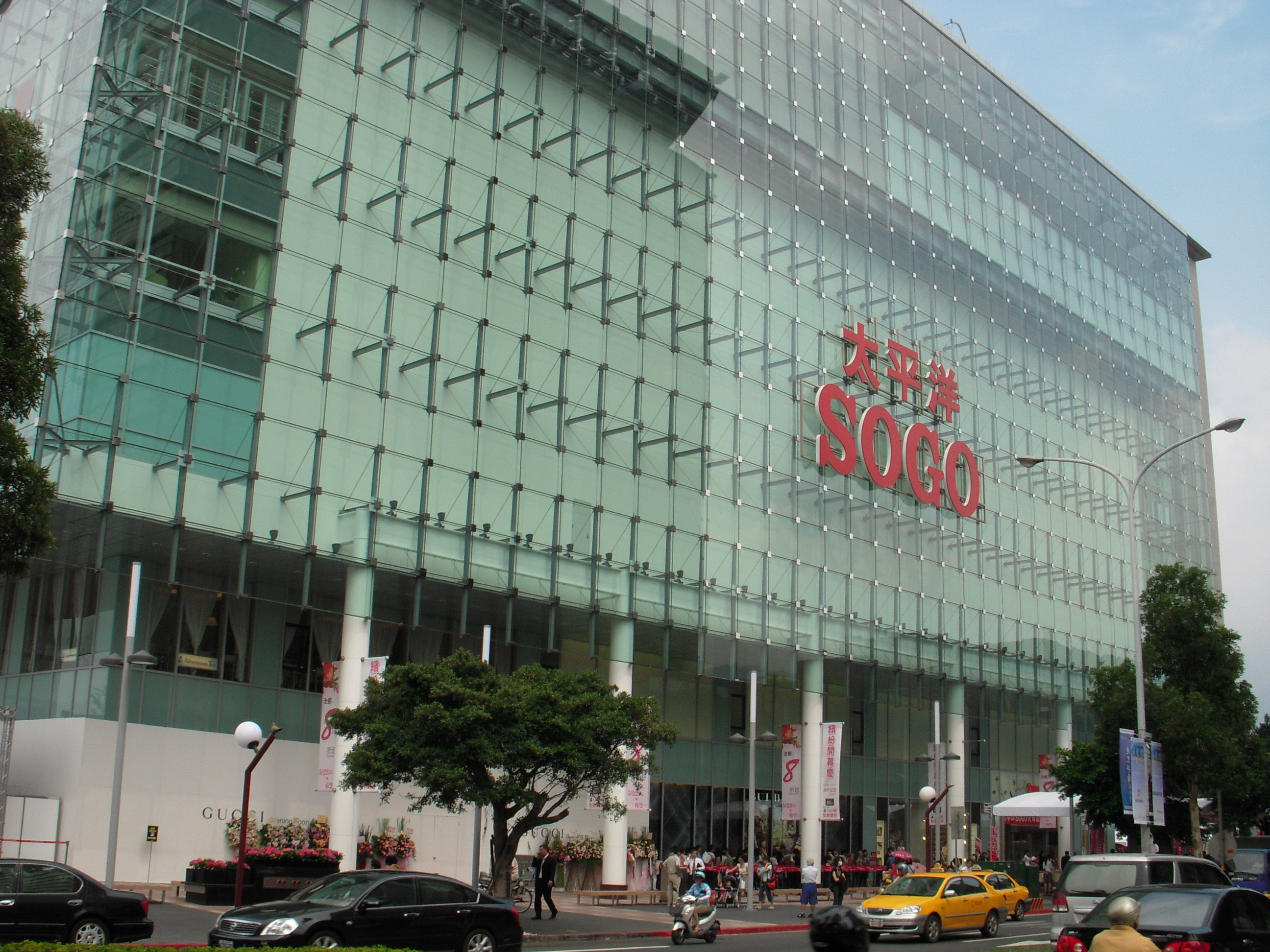
遠東SOGO百貨天母店

（由西向東排列）
- 臺灣戲曲中心
- 聯邦銀行文林分行
- 胖老爹美式炸雞天母店
- 捷運芝山站（出口2）
- 家樂福天母店（爭鮮迴轉壽司、定食八）
- 仰德區民活動中心
- 德行公園
- 國泰世華銀行蘭雅分行
- 巴西商務辦事處
- 彰化銀行天母分行
- 星展銀行天母分行
- 花旗銀行天母分行
- 士林電機
- 遠東SOGO百貨天母店

## 交通
| 編號       | 路線起迄                     | 本路段公車站牌       |
| ---------- | ---------------------------- | -------------------- |
| 280        | 天母－公館                   | 德行西路－中山北路口 |
| 616        | 泰山－天母                   | 德行西路－中山北路口 |
| 紅68       | 北投士林科技園區－捷運芝山站 | 中山北路口           |
| 市民小巴11 | 天母－捷運芝山站             | 中山北路口           |